# 黒龍会 (2008年-)
黒龍会（こくりゅうかい）は2008年に設立された日本の思想団体で、従来のアジア主義を更に発展させた独自のユーラシア主義を唱えている。1946年にGHQによって解散させられた黒龍会を再興したことを宣言している。

## 歴史
2008年7月26日玄洋社の創立者の1人である初代社主の平岡浩太郎の曾孫で、歴史作家にしてアジア・ナショナリズムを専門として活動している田中健之、また頭山満の孫に当たる頭山家当主である頭山立国をはじめ、財団法人大東会館理事長の緒方守、旧黒龍会で活躍した制度学者権藤成卿の実父権藤直の師匠で久留米勤皇党の領袖池尻茂四郎の子孫に当る池尻泰顔、それに福岡市の玄洋社遺族会の本松宰らの関係者、旧黒龍会の遺族らとその関係者によって設立されかつての黒龍会を再興したと宣言している。
旧黒龍会創立の原点に戻るとして、日本人のみならず中国之春運動に関係している中国民主化活動家や、アジア各国の愛国活動家をはじめ、ロシア人の日本研究家や武術家などが参加している。
なお旧黒龍会の創始者である内田良平の思想と道統を、内田の血脈を受け継ぐ遺族として継承している田中健之が高校生の頃から中国民主化運動の支援を続けていた関係上、中国民主化運動の拠点が、アメリカ中心に展開されることを憂い、ペレストロイカによって崩壊したソ連に注目して、中国民主化は、ロシアからその旋風を起こすべきだと考えて、1992年以降、中国人の反体制活動家と共に度々ロシアに渡って活動の拠点と人脈作りをしてきた。
その縁からロシアのモスクワや、クラスノダール、ウラジオストク、ウクライナのキーウや、ドネツィク、ベラルーシのミンスクなどに支部や拠点、連絡所を持っている。
内田良平は、その叔父、平岡浩太郎の思想的な影響などから、ロシア問題に注目して黒龍会を創立した。そのため内田は、黒龍会内にロシア語学校である黒龍語学校を設立し、ロシアの専門家を養成した。
また、内田良平は、黒龍会の外郭団体として日露協会を創立している。この日露協会が後に創立した学校がハルピン学院である。このように内田良平が創立した黒龍会の伝統と道統を継承するとして再興された黒龍会もロシア問題をテーマとして活動している。
再興した黒龍会も、当時と同様にロシア青年との交流運動の主軸としており、ロシアをはじめとするユーラシア諸国との交流団体を関連機関として組織して、ロシア国内の格闘技団体との日露交流試合などの開催をしている。またそれに伴いロシア語会話教室などを開設して、ロシア国内の大学や研究機関、研究者などと連絡を取る一方、ロシア語会話、ビジネス・ロシア語などの語学教育をはじめ、ロシア文化史、日露関係史なども講義するカルチャー教室などを行っている。
大アジア主義と自由民権を掲げて、ひたすら藩閥政府に反対して明治期から終戦に至るまで活動を続けてきた玄洋社をはじめ黒龍会らしさの伝統を継承している黒龍会の再興は、言わば日本ナショナリズム運動の原点回帰であると同時に、今までのいわゆる戦後右翼という一般的な既存概念とは全く異なり、再興当初から異色な存在となっている。

## 関連資料
- 黒龍會ホームページ
- 田中健之『内田良平翁五十年祭追慕録』（皇極社出版部）1987年
- 田中健之編『内田良平著作集全3巻』（皇極社出版部）1983年〜1988年
- 田中健之編著『靖国に祀られざる人々』(宝島社)2007年
- 『アジア主義者たちの声』（書肆心水）2008年